# Elezioni parlamentari in Iraq del 2021
Le elezioni parlamentari in Iraq del 2021 si sono svolte il 10 ottobre per il rinnovo del Consiglio dei rappresentanti, il parlamento del paese.
Esse furono indette in anticipo rispetto alla scadenza naturale della legislatura, prevista per il 2022, a causa di numerose manifestazioni che si svolsero dall'ottobre 2019 contro la corruzione del governo, l'assenza dei servizi pubblici basilari e di sicurezza e la disoccupazione, sviluppatesi successivamente in vere e proprie insurrezioni popolari a Baghdad e nel sud, che portarono a forti repressioni da parte della polizia e alle dimissioni del premier Adil Abdul-Mahdi il 30 novembre 2019, cui è succeduto, il 7 maggio 2020, Mustafa Al-Kadhimi, il quale ha infine indetto le elezioni, poi rinviate a ottobre.
Le elezioni, sebbene abbiano visto la vittoria relativa del Movimento Sadrista, giunto primo con 73 seggi, hanno tuttavia anche determinato un forte astensionismo ed una grave situazione di frammentazione e stallo politico, cosa che, a sua volta, ha portato a multipli assalti alle istituzioni, a violenti scontri di piazza e ad una crisi politica di ben 11 mesi, conclusasi solo con l’elezione, alla fine del 2022, di Abdul Latif Rashid alla Presidenza e di Mohammed Shia' Al Sudani alla carica di Primo ministro.

## Sistema elettorale
Per le elezioni del Consiglio dei rappresentanti (la camera bassa del Parlamento iracheno, il quale tuttavia opera come de facto come monocamerale per via della mai avvenuta costituzione della camera alta, la “Camera della Federazione”), la legge elettorale irachena prevede l’applicazione, dopo l’attuazione di una riforma successivamente alle proteste, di un sistema elettorale basato sul voto singolo non trasferibile in 83 collegi plurinominali.
In aggiunta, peculiarità della legge sono la garanzia di una quota del 25% dei seggi riservata alle donne e la garanzia di 9 seggi riservati alle minoranze religiose o etniche (di cui 5 per i cristiani assiri ed uno ciascuno per mandei, yazidi, shabak e curdi feyli, quest'ultima minoranza aggiunta dal Consiglio nel febbraio 2018).

## Risultati
| Movimento Sadrista (TS)                      | 885 310    | 10,00 | 73  |  |  |  |
| Partito Democratico del Kurdistan (PDK)      | 781 670    | 8,83  | 31  |  |  |  |
| Partito del Progresso (TAK)                  | 637 198    | 7,20  | 37  |  |  |  |
| Coalizione dello Stato di Diritto (IDQ)      | 502 188    | 5,67  | 33  |  |  |  |
| Alleanza Fatah (IF)                          | 462 800    | 5,23  | 17  |  |  |  |
| Alleanza Azem (IA)                           | 421 579    | 4,76  | 14  |  |  |  |
| Coalizione Kurdistan (HK)                    | 368 226    | 4,16  | 17  |  |  |  |
| Alleanza delle Forze Nazionali Statali (ITN) | 359 876    | 4,06  | 4   |  |  |  |
| Movimento Emtidad (HE)                       | 299 303    | 3,38  | 9   |  |  |  |
| Alleanza del Contratto Nazionale (IAA)       | 235 726    | 2,66  | 4   |  |  |  |
| Movimento Nuova Generazione (CNN)            | 233 834    | 2,64  | 9   |  |  |  |
| Alleanza Tasmim (IT)                         | 153 614    | 1,73  | 5   |  |  |  |
| Alleanza dell’Approccio Nazionale (TAA)      | 107 600    | 1,22  | 1   |  |  |  |
| Ishraqat Kanoon (IK)                         | 100 374    | 1,13  | 6   |  |  |  |
| Movimento dei Diritti (HA)                   | 99 503     | 1,12  | 1   |  |  |  |
| Altri (<0,85%)                               | 1 518 432  | 17,15 | 26  |  |  |  |
| Indipendenti (IND)                           | 1 686 692  | 19,05 | 43  |  |  |  |
| Totale                                       | 8 854 025  | 100   | 329 |  |  |  |
|                                              |            |       |     |  |  |  |
| Voti non validi                              | 722 642    | 7,55  |     |  |  |  |
| Votanti                                      | 9 576 667  | 43,30 |     |  |  |  |
| Elettori                                     | 22 116 368 |       |     |  |  |  |